# Kathedraal van Soissons
De Kathedraal van Soissons (Cathédrale Saint-Gervais-et-Saint-Protais) is een vroeggotische kathedraal in Soissons in het departement Aisne, Hauts-de-France (op 99 km ten noordoosten van Parijs). Het is de bisschopskerk van Soissons. De bouw van de kathedraal begon in 1176 en duurde voort tot het midden van de 14e eeuw.

## Geschiedenis
Reeds in de 7e eeuw zou er in Soissons een kathedraal gestaan hebben, doch daarvan zijn geen sporen meer. De bouw van de huidige kathedraal startte in 1176. De bouwheer was Nivelon de Chérizy, bisschop van Soissons, belangrijk voortrekker van de Vierde Kruistocht en aartsbisschop van Thessaloniki. Tegen 1190 waren het koor en de beide armen van het transept waarschijnlijk al klaar. Daarna volgde de verdere bouw en aanpassingen volgens een nieuw plan; deze werken waren deels klaar tegen de inwijding in 1212. Het noordtransept werd tussen 1230 en 1250 herbouwd. De kapittelzaal dateert van rond 1300. De gebrandschilderde glazen stammen grotendeels uit de 13e eeuw.

## Beschrijving

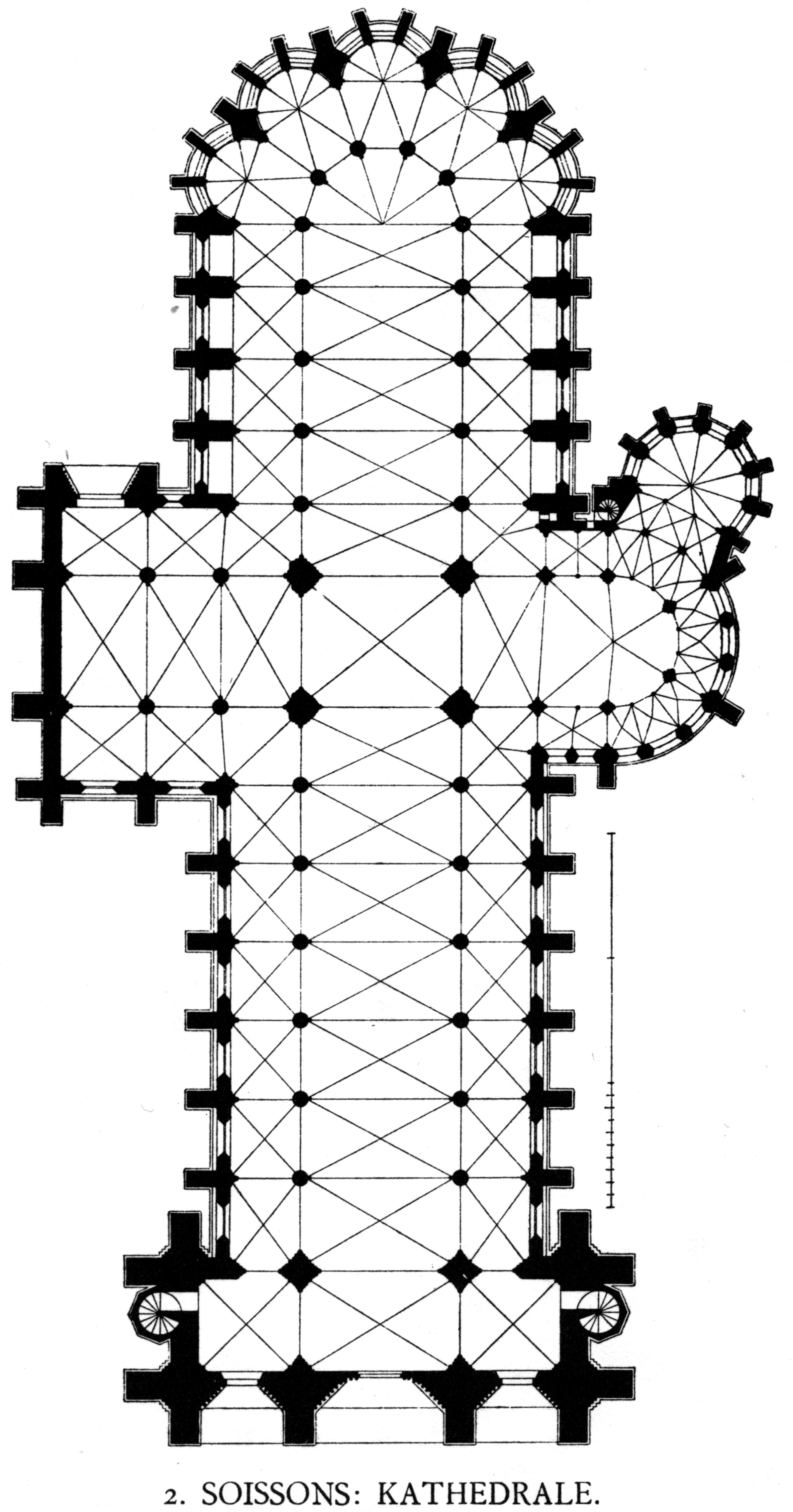
Plattegrond van de kathedraal van Soissons

De zuidelijke arm van het transept is het oudste deel van het gebouw en eindigt in een afgeronde apsis. In tegenstelling tot de rest van het gebouw is de apsis aan de binnenkant onderverdeeld in vier etages of niveaus en niet in drie. Naast de grote arcades, het triforium en de hoge ramen van glas in lood is er op de eerste etage een spreekgestoelte. Het dateert uit het eind van de 12e eeuw en kan worden beschouwd als een meesterstuk van de vroeggotiek.
Het priesterkoor van de kathedraal is erg uitgebreid en licht en werd net na die tijd gemaakt, tussen 1197 en 1212. Hij is omgeven door een grote kooromgang met toegang tot vijf schitterende kapellen. Het beschikt over ramen uit de 13e en 14e eeuw. Een wandtapijt uit de 15e eeuw beeldt de levens van de martelaren Gervasius en Protasius uit, de twee beschermheiligen van de kathedraal. Het schip aan de noord- en zuidzijde dateert uit de jaren 1212 tot 1230.
De voorgevel aan de westzijde van het gebouw dateert uit het midden van de 13e eeuw en valt op vanwege een zekere soberheid. Hij bezit drie portalen, evenals een groot roosvenster. De unieke toren van de voorgevel aan de zuidkant dateert uit de 13e eeuw en is een feitelijke imitatie van de toren van de Notre-Dame van Parijs, waarbij hij aan de achterkant dezelfde hoogte heeft van 66 meter. Er was eerst voorzien in een tweede toren aan de noordkant van de voorgevel, maar die is nooit gebouwd. De noordelijke arm van het transept is gebouwd in de 14e eeuw en is afgewerkt met een verrière met roosvenster.
Een schilderij van Rubens, De aanbidding van de herders, verfraait de noordelijke arm van het transept, evenals een schilderij van Philippe de Champaigne, Teruggave van de sleutels aan Sint-Pieter uit 1624.

## Afmetingen
- Lengte: 116 meter (ter vergelijking: de Notre-Dame van Parijs is 130 meter lang)
- Breedte van het schip: 26 meter
- Hoogte van het gewelf: 31 meter (Parijs 35 meter)
- Hoogte van de toren: 66 meter (net als in Parijs)

## Beschadiging en restauratie
In 1815, de tijd van de Franse Revolutie, werden de glasschilderingen van het schip door een explosie vernietigd. De delen van het priesterkoor bleven gelukkig heel. De kathedraal heeft verder ook veel te lijden gehad van gevechten in de Eerste Wereldoorlog. De toren is gerestaureerd nadat hij zwaar beschadigd was; hetzelfde geldt voor een deel van het schip. 
In januari 2017 liepen het westelijke roosvenster en het daarachter gelegen orgel ernstige schade op ten gevolge van een orkaan.

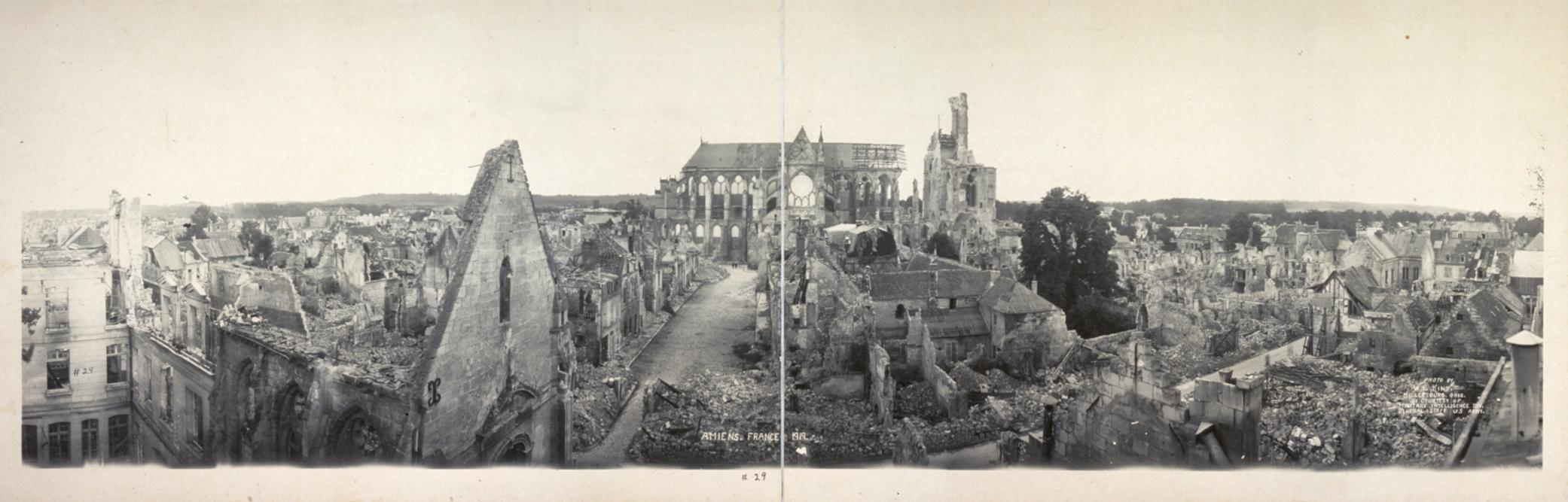
De verwoesting van Soissons en de kathedraal na de Eerste Wereldoorlog, 1919 (het onderschrift 'Amiens' is incorrect)

## Externe link

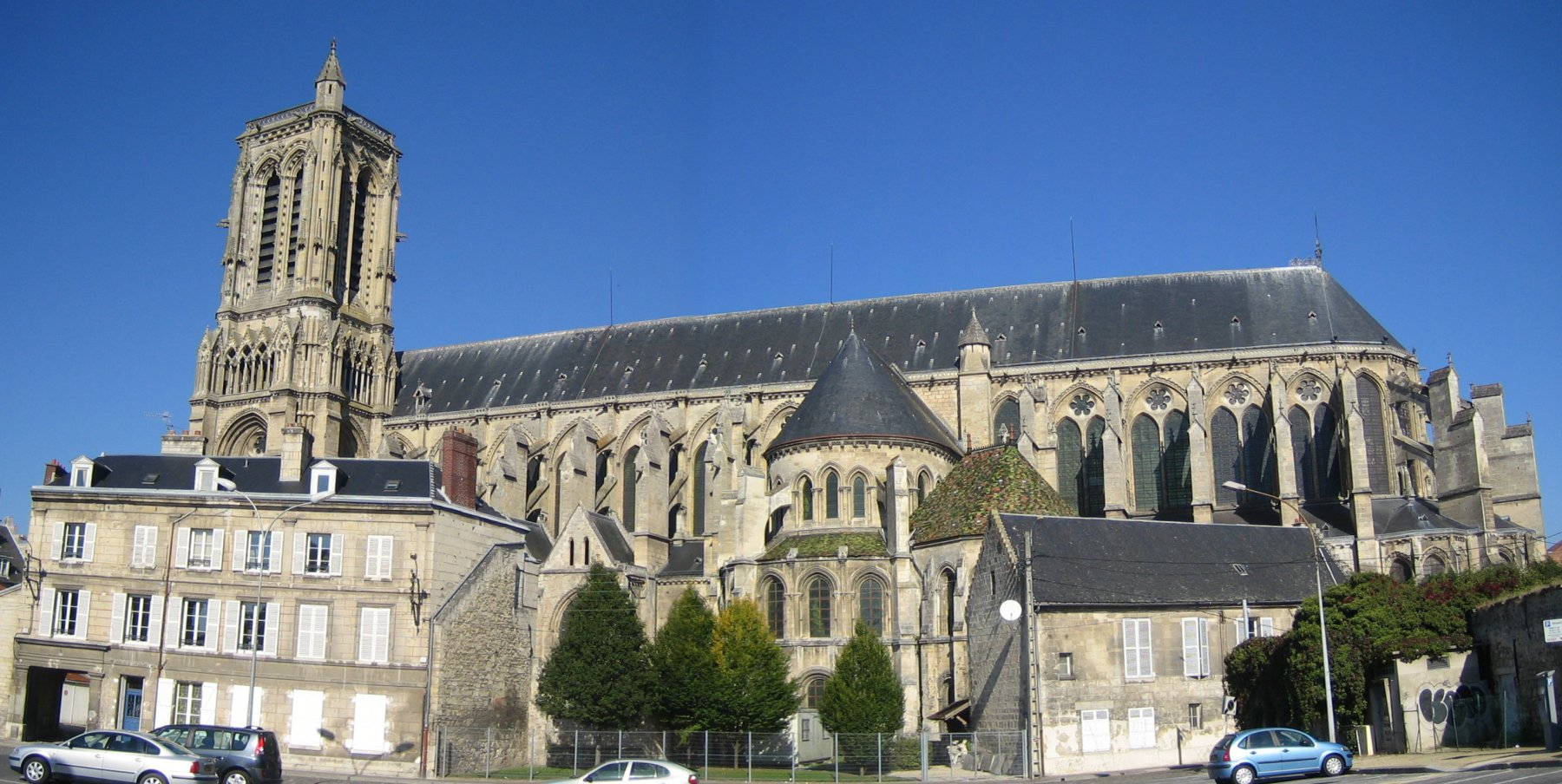
Kathedraal Saint-Gervais-et-Saint-Protais van Soissons